# Star S2000
Star S2000 — среднетоннажный грузовой автомобиль производства завода грузовых автомобилей «Star» в городе Стараховице (ПНР).

## История
Автомобиль Star S2000 впервые был представлен в конце 2000 года. За его основу были взяты немецкие модели MAN L2000 и MAN M2000.
С 2003 года автомобиль производился на заводе MAN в Австрии (ранее Steyr-Daimler-Puch).
Производство завершилось в 2007 году.

## Галерея

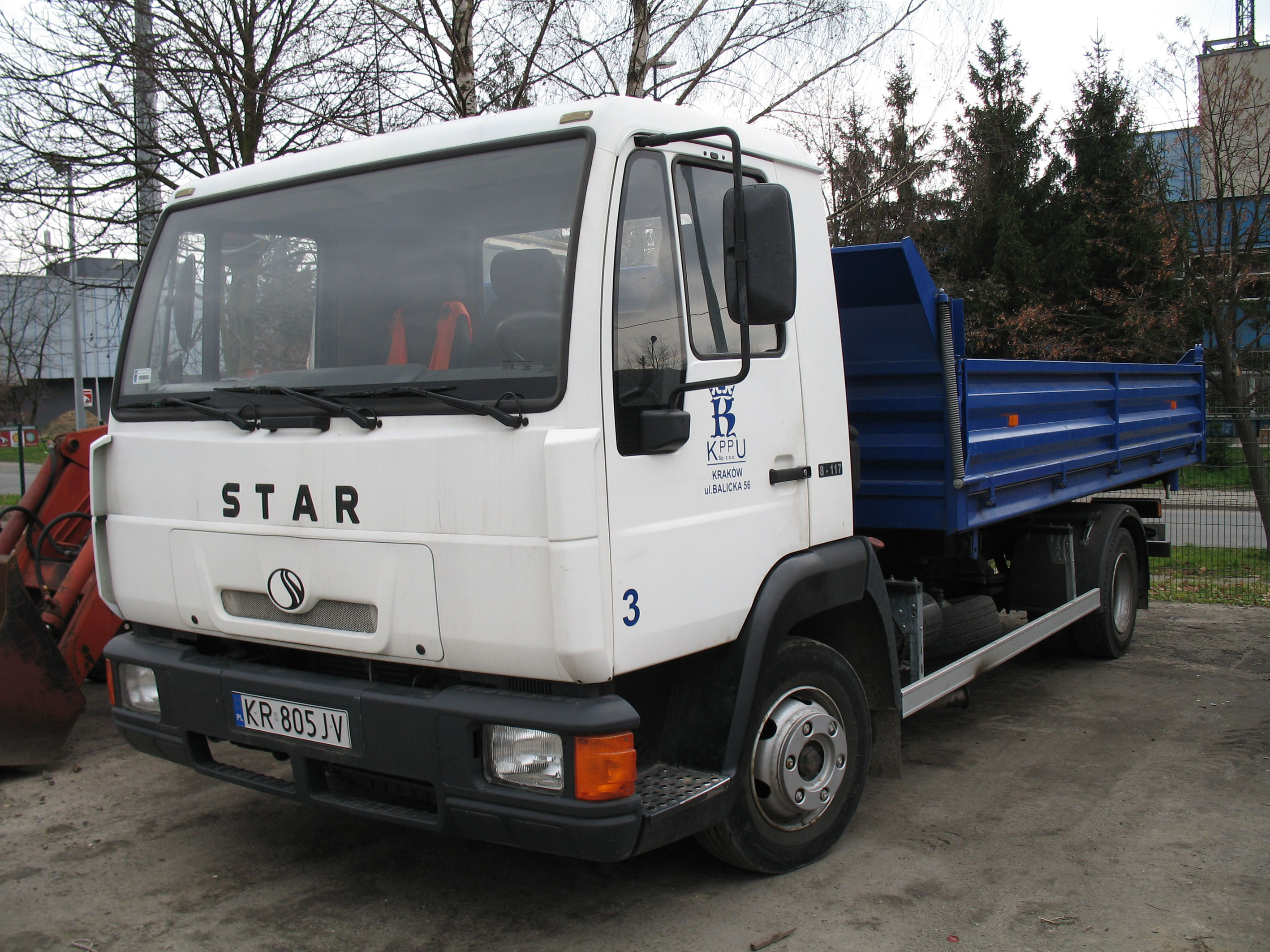
Star 8.117
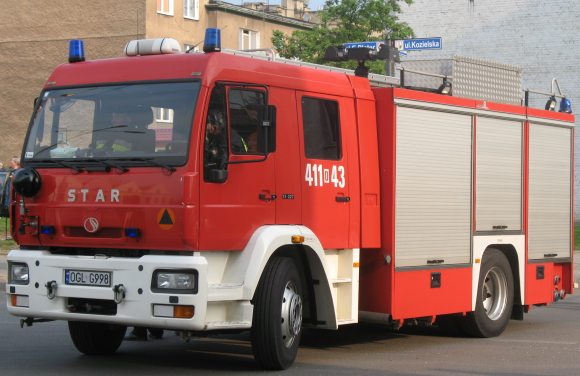
Star 12.227
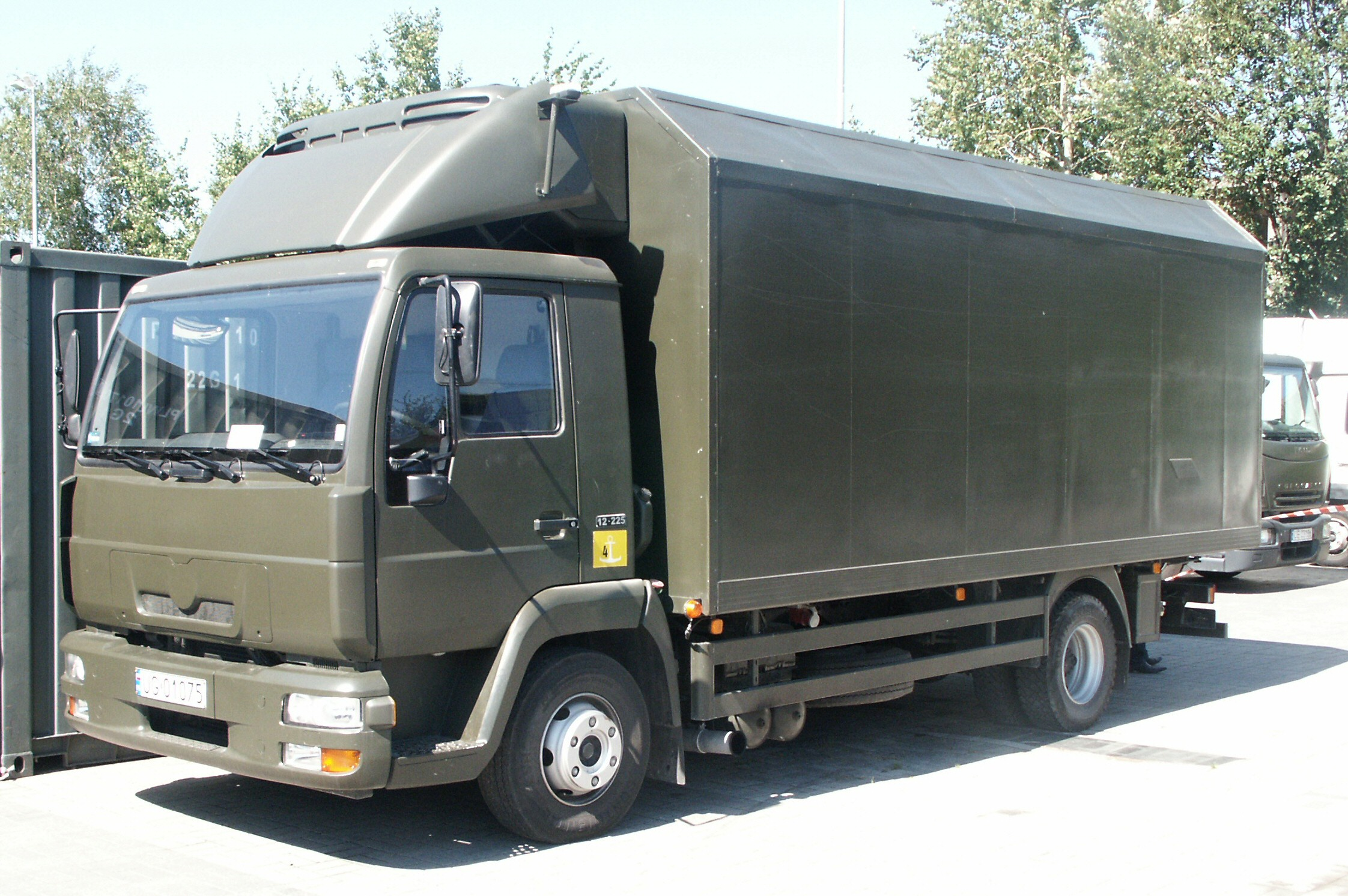
Star 12.225
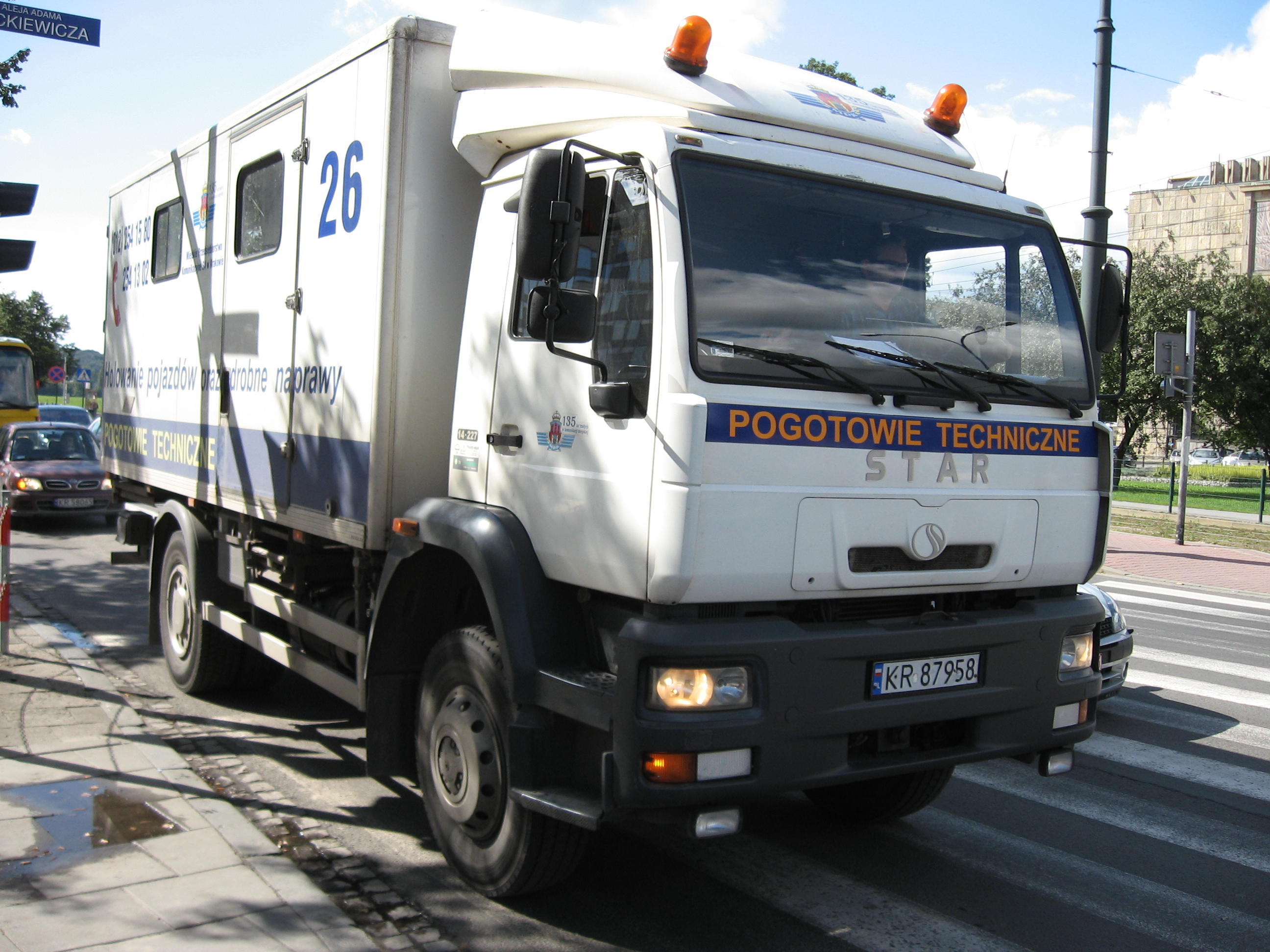
Star 14.227
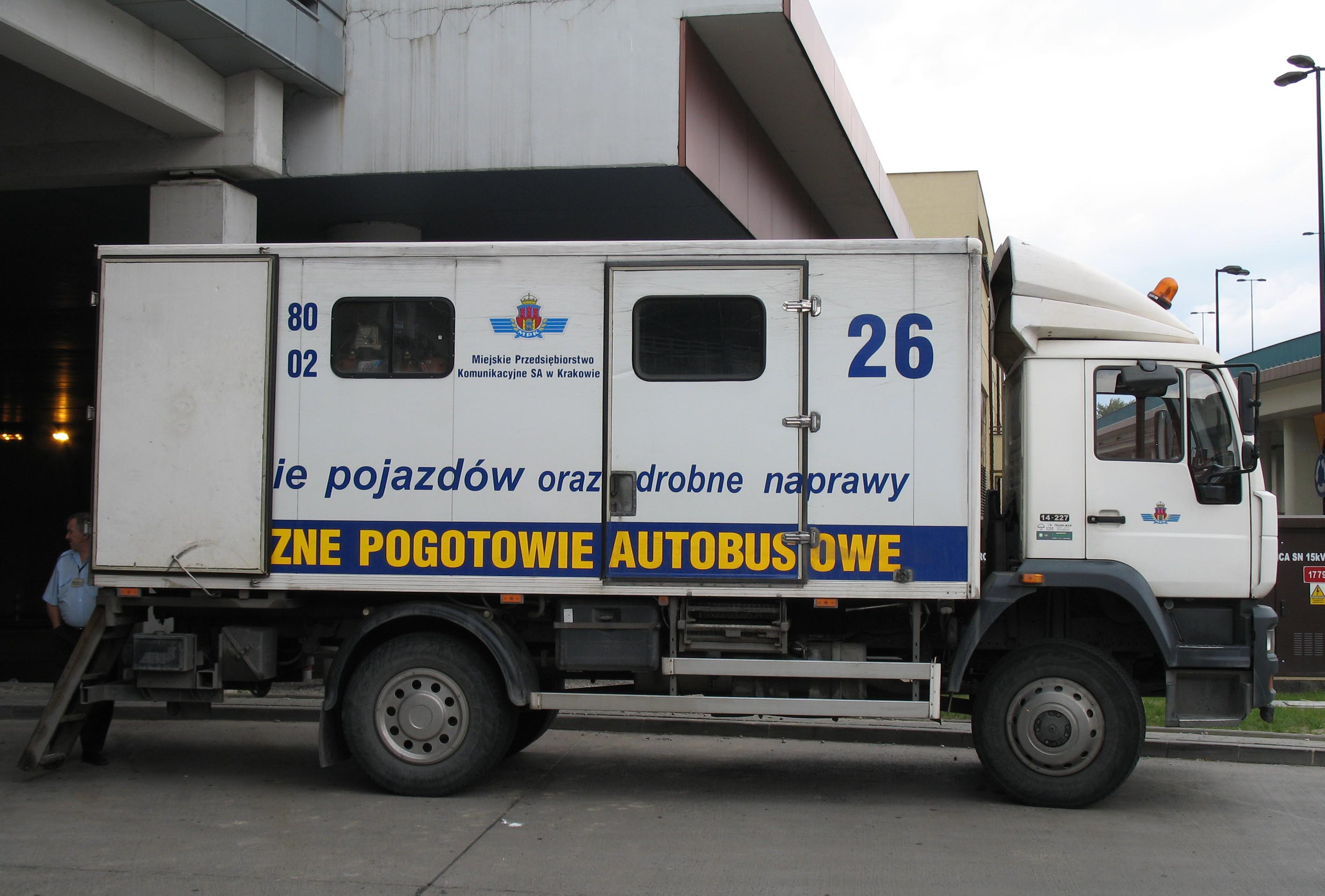
Star 14.227